# Campeonato Europeo de Atletismo Sub-20
El Campeonato Europeo de Atletismo Sub-20 es una competición de atletismo continental de carácter bienal para atletas europeos menores de veinte años organizado por Atletismo Europeo.
La primera edición del campeonato se celebró el año 1970 en París, y a partir de 1973 se disputa los años impares. Hasta la edición del año 2015 era conocido como Campeonato Europeo Junior de Atletismo.

## Ediciones
| Ed. | Año  | Ciudad        | País                          | Fecha               | Estadio                         |
| --- | ---- | ------------- | ----------------------------- | ------------------- | ------------------------------- |
| 1   | 1970 | Colombes      | Francia                       | 11 - 13 septiembre  | Estadio Olímpico Yves-du-Manoir |
| 2   | 1973 | Duisburgo     | Alemania Occidental           | 24 - 26 agosto      | Wedaustadion                    |
| 3   | 1975 | Atenas        | Grecia                        | 22 - 24 agosto      | Estadio Georgios Karaiskakis    |
| 4   | 1977 | Donetsk       | Unión Soviética               | 19 - 21 agosto      | RSK Olympiyskiy                 |
| 5   | 1979 | Bydgoszcz     | Polonia                       | 16 - 19 agosto      | Estadio Zdzisław Krzyszkowiak   |
| 6   | 1981 | Utrecht       | Países Bajos                  | 20 - 23 agosto      | Atletiekbaan Overvecht          |
| 7   | 1983 | Schwechat     | Austria                       | 25 - 28 agosto      | Rudolf-Tonn-Stadion             |
| 8   | 1985 | Cottbus       | República Democrática Alemana | 22 - 25 agosto      | Max-Reimann-Stadion             |
| 9   | 1987 | Birmingham    | Reino Unido                   | 6 - 9 agosto        | Alexander Stadium               |
| 10  | 1989 | Varaždin      | Yugoslavia                    | 24 - 27 agosto      | Stadion ŠC Sloboda              |
| 11  | 1991 | Salonica      | Grecia                        | 8 - 11 agosto       | Estadio Kaftanzoglio            |
| 12  | 1993 | San Sebastián | España                        | 29 julio - 1 agosto | Estadio Municipal de Anoeta     |
| 13  | 1995 | Nyíregyháza   | Hungría                       | 27 - 30 julio       | Városi Stadion                  |
| 14  | 1997 | Liubliana     | Eslovenia                     | 24 - 27 julio       | Bežigrad Stadium                |
| 15  | 1999 | Riga          | Letonia                       | 5 - 8 agosto        | Daugava Stadium                 |
| 16  | 2001 | Grosseto      | Italia                        | 19 - 22 julio       | Stadio Carlo Zecchini           |
| 17  | 2003 | Tampere       | Finlandia                     | 23 - 27 julio       | Estadio Tampere                 |
| 18  | 2005 | Kaunas        | Lituania                      | 21 - 24 julio       | Estadio S. Darius y S. Girėnas  |
| 19  | 2007 | Hengelo       | Países Bajos                  | 19 - 22 julio       | Fanny Blankers-Koen Stadion     |
| 20  | 2009 | Novi Sad      | Serbia                        | 23 - 26 julio       | Estadio Karađorđe               |
| 21  | 2011 | Tallin        | Estonia                       | 21 - 24 julio       | Estadio Kadriorg                |
| 22  | 2013 | Rieti         | Italia                        | 18 - 21 julio       | Stadio Raul Guidobaldi          |
| 23  | 2015 | Eskilstuna    | Suecia                        | 16 - 19 julio       | Ekängens Friidrottsarena        |
| 24  | 2017 | Grosseto      | Italia                        | 20 - 23 julio       | Stadio Carlo Zecchini           |
| 25  | 2019 | Borås         | Suecia                        | 18 - 21 julio       | Ryavallen                       |
| 26  | 2021 | Tallin        | Estonia                       | 15 - 18 julio       | Kadriorg Stadium                |
| 27  | 2023 | Jerusalén     | Israel                        | 7 - 10 agosto       | Estadio de Givat Ram            |
| 28  | 2025 | Tampere       | Finlandia                     | 7 - 10 agosto       | Estadio Tampere                 |
| 29  | 2027 | Bydgoszcz     | Polonia                       | por confirmar       | Estadio Zdzisław Krzyszkowiak   |

## Récords de los campeonatos

### Masculinos
| Prueba                | Marca (viento)     | Atleta                                                    | Nacionalidad                  | Fecha       | Edición | Lugar       | Ref   |
| --------------------- | ------------------ | --------------------------------------------------------- | ----------------------------- | ----------- | ------- | ----------- | ----- |
| 100 m                 | 10.04 (+0,2 m/s)   | Christophe Lemaitre                                       | Francia                       | 24 julio    | 2009    | Novi Sad    |       |
| 200 m                 | 20.33 (-0.1 m/s)   | Ramil Guliyev                                             | Azerbaiyán                    | 25 julio    | 2009    | Novi Sad    |       |
| 400 m                 | 45.36              | Roger Black                                               | Reino Unido                   | 24 agosto   | 1985    | Cottbus     |       |
| 800 m                 | 1:45.90            | Roberto Parra                                             | España                        | 29 julio    | 1995    | Nyíregyháza |       |
| 1500 m                | 3:38.96            | Graham Williamson                                         | Reino Unido                   | 16 agosto   | 1979    | Bydgoszcz   |       |
| 3000 m                | 7:57.18            | Rainer Wachenbrunner                                      | República Democrática Alemana | 23 agosto   | 1981    | Utrecht     |       |
| 5000 m                | 13:44.37           | Steve Binns                                               | Reino Unido                   | 18 agosto   | 1979    | Bydgoszcz   |       |
| 10000 m               | 28:31.16           | Ali Kaya                                                  | Turquía                       | 18 julio    | 2013    | Rieti       |       |
| 20 km                 | 1:01:55            | Dirk Nürnberger                                           | República Democrática Alemana | 27 agosto   | 1989    | Varaždin    |       |
| 110 m vallas (0.99 m) | 13.05 (+0.2m/s)    | Sasha Zhoya                                               | Francia                       | 17 julio    | 2021    | Tallin      | [ 1 ] |
| 400 m vallas          | 49.23              | Timofey Chalyy                                            | Rusia                         | 21 julio    | 2013    | Rieti       |       |
| 2000 m obstáculos     | 5:27.44            | Gaetano Erba                                              | Italia                        | 18 agosto   | 1979    | Bydgoszcz   |       |
| 3000 m obstáculos     | 8:37.94            | Ilgizar Safiulin                                          | Rusia                         | 24 julio    | 2011    | Tallin      |       |
| Salto de altura       | 2.33 m             | Maksim Nedasekau                                          | Bielorrusia                   | 22 julio    | 2017    | Grosseto    |       |
| Salto con pértiga     | 5.65 m             | Armand Duplantis                                          | Suecia                        | 23 julio    | 2017    | Grosseto    |       |
| Salto de longitud     | 8.23 m (-0.2 m/s)  | Mattia Furlani                                            | Italia                        | 8 agosto    | 2023    | Jerusalén   | [ 2 ] |
| Triple salto          | 17.04 m (+1.5 m/s) | Nazim Babayev                                             | Azerbaiyán                    | 19 julio    | 2015    | Eskilstuna  |       |
| Peso (6 kg)           | 22.62 m            | Konrad Bukowiecki                                         | Polonia                       | 16 julio    | 2015    | Eskilstuna  |       |
| Peso                  | 19.65 m            | Udo Beyer                                                 | Polonia                       | 25 agosto   | 1973    | Duisburgo   |       |
| Disco (1.75 kg)       | 68.02 m            | Bartłomiej Stój                                           | Polonia                       | 19 julio    | 2015    | Eskilstuna  |       |
| Disco                 | 60.58 m            | Vladimir Dubrovshchik                                     | Rusia                         | 8 agosto    | 1991    | Tesalónica  |       |
| Martillo (6 kg)       | 84.73 m            | Mykhaylo Kokhan                                           | Ucrania                       | 19 julio    | 2019    | Borås       |       |
| Martillo              | 75.80 m            | Olli Pekka Karjalainen                                    | Finlandia                     | 8 agosto    | 1999    | Riga        |       |
| Jabalina              | 81.53 m            | Zigismunds Sirmais                                        | Letonia                       | 8 agosto    | 1999    | Riga        |       |
| Decatlón sub-20       | 8435 pts           | Niklas Kaul                                               | Alemania                      | 22–23 julio | 2017    | Grosseto    |       |
| 10000 m marcha        | 39:28.45           | Andréi Ruzavin                                            | Rusia                         | 23 julio    | 2005    | Kaunas      |       |
| Relevo 4 × 100 metros | 39.24              | Tyrone Edgar Dwayne Grant Tim Benjamin Mark Lewis-Francis | Reino Unido                   | 22 julio    | 2001    | Grosseto    |       |
| Relevo 4 × 400 metros | 3:04.58            | Uwe Preusche Frank Löper Eckard Trylus Jens Carlowitz     | República Democrática Alemana | 23 agosto   | 1981    | Utrecht     |       |

### Femeninos
| Prueba                | Marca (viento)     | Atleta                                                        | Nacionalidad                  | Fecha     | Edición | Lugar         | Ref   |
| --------------------- | ------------------ | ------------------------------------------------------------- | ----------------------------- | --------- | ------- | ------------- | ----- |
| 100 m                 | 11.18 (+0,5 m/s)   | Jodie Williams                                                | Reino Unido                   | 22 julio  | 2011    | Tallin        |       |
| 200 m                 | 22.85 (+0,6 m/s)   | Bärbel Eckert                                                 | República Democrática Alemana | 26 agosto | 1973    | Duisburgo     |       |
| 400 m                 | 51.27              | Christina Brehmer                                             | República Democrática Alemana | 23 agosto | 1975    | Atenas        |       |
| 800 m                 | 2:00.25            | Katrin Wühn                                                   | República Democrática Alemana | 27 agosto | 1983    | Schwechat     |       |
| 1500 m                | 4:07.47            | Inger Knutsson                                                | Suecia                        | 26 agosto | 1973    | Duisburgo     |       |
| 3000 m                | 8:50.97            | Gabriela Szabo                                                | Rumania                       | 1 agosto  | 1993    | San Sebastián |       |
| 5000 m                | 15:03.85           | Agate Caune                                                   | Letonia                       | 10 agosto | 2023    | Jerusalén     | [ 2 ] |
| 10000 m               | 32:25.74           | Olga Nazarkina                                                | Unión Soviética               | 25 agosto | 1989    | Varaždin      |       |
| 100 mv                | 13.01              | Ditaji Kambundji                                              | Suiza                         | 16 julio  | 2021    | Tallin        | [ 1 ] |
| 400 mv                | 55.89              | Zuzana Hejnová                                                | República Checa               | 23 julio  | 2005    | Kaunas        |       |
| 400 mv                | 55.89              | Yekaterina Kostetskaya                                        | Rusia                         | 23 julio  | 2005    | Kaunas        |       |
| 2000 m obstáculos     | 6:21.78            | Cătălina Oprea                                                | Rumania                       | 27 julio  | 2003    | Tampere       |       |
| 3000 m obstáculos     | 9:43.69            | Karoline Bjerkeli Grøvdal                                     | Noruega                       | 25 julio  | 2009    | Novi Sad      |       |
| Salto de altura       | 1.95 m             | Yelena Yelesina                                               | Unión Soviética               | 27 agosto | 1989    | Varaždin      |       |
| Salto de altura       | 1.95 m             | Maria Kuchina                                                 | Rusia                         | 24 julio  | 2011    | Tallin        |       |
| Salto con pértiga     | 4.57 m             | Angelica Bengtsson                                            | Suecia                        | 23 julio  | 2011    | Tallin        |       |
| Salto de longitud     | 6.80 m (+0,3 m/s)  | Darya Klishina                                                | Rusia                         | 24 julio  | 2009    | Novi Sad      |       |
| Triple salto          | 14.12 m (+0,8 m/s) | Anastasiya Ilyina                                             | Rusia                         | 20 julio  | 2001    | Grosseto      |       |
| Peso                  | 19.53 m            | Astrid Kumbernuss                                             | República Democrática Alemana | 25 agosto | 1989    | Varaždin      |       |
| Disco                 | 70.58 m            | Ilke Wyludda                                                  | República Democrática Alemana | 8 agosto  | 1987    | Birmingham    |       |
| Martillo              | 71.06 m            | Silja Kosonen                                                 | Finlandia                     | 17 julio  | 2021    | Tallin        | [ 1 ] |
| Jabalina              | 61.52              | Nikolett Szabó                                                | Hungría                       | 8 agosto  | 1999    | Riga          |       |
| Heptatlón             | 6465 pts           | Sybille Thiele                                                | República Democrática Alemana | 28 agosto | 1983    | Schwechat     |       |
| 5000 m marcha         | 21:15.99           | Claudia Iovan                                                 | Rumania                       | 24 julio  | 1997    | Ljubljana     |       |
| 10000 m marcha        | 42:59.48           | Yelena Lashmanova                                             | Rusia                         | 21 julio  | 2011    | Tallin        |       |
| Relevo 4 × 100 metros | 43.27              | Katrin Fehm Keshia Kwadwo Sophia Junk Jennifer Montag         | Alemania                      | 23 julio  | 2017    | Grosseto      |       |
| Relevo 4 × 400 metros | 3:30.39            | Cornelia Feuerbach Carola Witzel Ines Vogelgesang Heike Böhme | República Democrática Alemana | 23 agosto | 1981    | Utrecht       |       |

## Medallero
Actualizado hasta Jerusalén 2023
| Núm. | País                          | Oro | Plata | Bronce | Total |
| ---- | ----------------------------- | --- | ----- | ------ | ----- |
| 1    | República Democrática Alemana | 148 | 91    | 62     | 301   |
| 2    | Reino Unido                   | 135 | 102   | 122    | 359   |
| 3    | Alemania                      | 103 | 99    | 101    | 303   |
| 4    | Unión Soviética               | 84  | 102   | 90     | 276   |
| 5    | Rusia                         | 80  | 77    | 61     | 218   |
| 6    | Francia                       | 56  | 70    | 82     | 208   |
| 7    | Polonia                       | 53  | 61    | 62     | 176   |
| 8    | Rumania                       | 37  | 40    | 30     | 107   |
| 9    | Italia                        | 35  | 42    | 63     | 140   |
| 10   | España                        | 32  | 26    | 48     | 106   |
| 11   | Alemania Occidental           | 31  | 47    | 43     | 121   |
| 12   | Ucrania                       | 30  | 21    | 24     | 75    |
| 13   | Suecia                        | 29  | 22    | 24     | 75    |
| 14   | Finlandia                     | 28  | 32    | 33     | 93    |
| 15   | Países Bajos                  | 22  | 28    | 22     | 72    |
| 16   | Turquía                       | 17  | 18    | 15     | 50    |
| 17   | Bielorrusia                   | 16  | 25    | 21     | 62    |
| 18   | Hungría                       | 16  | 24    | 22     | 62    |
| 19   | República Checa               | 16  | 15    | 16     | 47    |
| 20   | Bulgaria                      | 15  | 26    | 25     | 66    |
| 21   | Bélgica                       | 15  | 15    | 17     | 47    |
| 22   | Suiza                         | 13  | 13    | 13     | 39    |
| 23   | Noruega                       | 11  | 18    | 10     | 39    |
| 24   | Croacia                       | 9   | 8     | 8      | 25    |
| 25   | Irlanda                       | 9   | 8     | 7      | 24    |
| 26   | Grecia                        | 8   | 11    | 12     | 31    |
| 27   | Letonia                       | 8   | 8     | 8      | 24    |
| 28   | Portugal                      | 7   | 8     | 7      | 22    |
| 29   | Checoslovaquia                | 7   | 5     | 11     | 23    |
| 30   | Serbia                        | 6   | 6     | 2      | 14    |
| --   | Atletas Neutrales Autorizados | 6   | 3     | 3      | 12    |
| 31   | Dinamarca                     | 5   | 6     | 9      | 20    |
| 32   | Estonia                       | 5   | 2     | 7      | 14    |
| 33   | Austria                       | 4   | 5     | 10     | 19    |
| 34   | Azerbaiyán                    | 4   | 4     | 1      | 9     |
| 35   | Eslovenia                     | 3   | 6     | 2      | 11    |
| 36   | Yugoslavia                    | 2   | 8     | 7      | 17    |
| 37   | Lituania                      | 2   | 4     | 1      | 7     |
| 38   | Chipre                        | 2   | 2     | 1      | 5     |
| 39   | Eslovaquia                    | 1   | 3     | 6      | 10    |
| 40   | Islandia                      | 1   | 1     | 2      | 4     |
| 41   | Moldavia                      | 1   | 1     | 1      | 3     |
| 42   | Israel                        | 1   | 0     | 1      | 2     |
| 43   | Armenia                       | 1   | 0     | 0      | 1     |
| 43   | Bosnia y Herzegovina          | 1   | 0     | 0      | 1     |
| 43   | Kosovo                        | 1   | 0     | 0      | 1     |
| 46   | Montenegro                    | 0   | 2     | 1      | 3     |
| 47   | Albania                       | 0   | 2     | 0      | 2     |
| 48   | Serbia y Montenegro           | 0   | 1     | 1      | 2     |
| 49   | Luxemburgo                    | 0   | 1     | 0      | 1     |